# 502
502 (DII) var ett normalår som började en tisdag i den julianska kalendern.

## Händelser

### Oktober
- 23 oktober – Synodus Palmaris sammankallad av den gotiske kungen Theoderik den store, friar Symmachus från alla anklagelser och schismen med motpåven Laurentius avslutas.

### Okänt datum
- Krig utbryter mellan Bysantinska riket och Persien.
- Den södra Qidynastin avslutas och Liangdynastin inleds i södra Kina. Liang Wu Di efterträder Qi He Di.
- Wu-Ti blir kejsare av Kina (502-549)
- Den persiska filosofen Mazdak förklarar privat ägande som roten till allt ont.

## Födda
- Amalaric, kung över visigoterna.

## Avlidna
- Narsai av Mealletha, syrisk poet.